# Lomtjärnen (Ströms socken, Jämtland, 708197-149690)
Lomtjärnen är en sjö i Strömsunds kommun i Jämtland och ingår i Ångermanälvens huvudavrinningsområde.